# Zalknutí
Zalknutí (v originále Choke) je román Chucka Palahniuka. V originále byl publikován 22. května 2001 v nakladatelství Doubleday, v českém překladu Richarda Podaného vyšel v roce 2003 v nakladatelství Odeon.

## Děj
Nedostudovaný lékař Victor Mancini pracuje jako herec ve skanzenu, který má rekonstruovat americkou koloniální minulost, živí se také tím, že předstírá v restauracích dušení jídlem, a nechává se finančně podporovat od lidí, kteří si myslí, že ho zachránili. To dělá proto, že musí platit za matku, bývalou prostitutku, s níž strávil dětství cestováním v ukradeném autobuse. Ta je ale senilní a proto jí hradí pobyt ve specializovaném sanatoriu. Je závislý na sexu a účastní se různých terapeutických skupin.
Postupně se do něj zamiluje lékařka Paige Marshallová, která mu také přeloží italsky psaný deník jeho matky (Victor sám italsky neumí). Z něho se dozví, že jeho matka se zúčastnila podivného experimentu, a on sám je vlastně klon Ježíše Krista. Snaží se žít jinak, dělat zázraky, klíčovou myšlenkou se stává věta "Co by Ježíš rozhodně neudělal?". Paige s ním chce otěhotnět, ale on v klíčovém momentu selhává. Při pokusu o zázrak zachránění jeho matky svou matku zabíjí, Paige to ale bere na sebe a prchá před policií. Victor se stejně dostane do problémů, protože v žertu řekl jedné ze senilních pacientek, že ji znásilnil a ona ho udala policii, protože si znepřátelí všechny, kdo ho "zachránili" před zadušením a protože zjistí, že Paige je vlastně pacientka ústavu, která trpí bludem, že je z budoucnosti a musí sehnat sperma pro obnovu lidské rasy v budoucnosti. Proto se vydává za lékařku, a personál ji v tom podporuje, protože se s ní pak lépe jedná, a že tedy jeho blud o Kristovi, kvůli němuž zavraždil svou matku, je Paigina fantazie. Román končí záhadným zmizením Paige a dohodou Victora s policií.

## Styl
Styl vyprávění je minimalistický, útržkovitý, narušuje chronologický sled událostí (zejména retrospektivy do dětství), román je vyprávěn v první osobě přímo Victorem. Jeho refrény (použití refrénů je pro Palahniuka charakteristické) jsou věty "Viz též" a "Co by Ježíš rozhodně neudělal?". V románu jsou využity různé obskurní znalosti medicíny a autorovy zkušenosti z terapeutických skupin pro léčení závislostí.

## Film
Román byl zfilmován režisérem Clarkem Greggem v hlavní roli se Samem Rockwellem, premiéru měl v lednu 2008 na filmovém festivalu Sundance Film Festival. Ve filmu si drobnou roli zahrál i sám Chuck Palahniuk.